# تأثير سهام رمي المرج
في علم النفس تأثير سهام رمي المرج (بالإنجليزية: lawn dart effect)‏ هو تأثير يظهر عندما يقود طيار طائرة حربية بجاذبية معيارية تفوق 1. يظهر التأثير عندما يتم تهييج الجهاز الدهليزي بشكل كبير مما يجعل الطيار يشعر بأن الطائرة تتحرك عموديا، فيضطر لإخفاض ارتفاع إنحدارها أو إنزال مقدمتها.
يأتي اسم التأثير من لعبة «سهام رمي المرج» والتي تشبه لعبة رمي السهام لكنها تلعب خارج المنزل، والهدف منها تصويب السهام على هدف موضوع على الأرض. تشبه حركة الطائرات التي يعاني طياروها من هذا التأثير حركة السهام في اللعبة.